# Domnall Brecc
Domnall Brecc (em galês:  Dyfnwal Frych; em inglês: Donald the Freckled; em português:  Donaldo, o Sardento) (século VII – Strathcarron, 642) foi rei de Dál Riata, na atual Escócia, de aproximadamente 629 até 642. Era filho de Eochaid Buide.
Ele aparece pela primeira vez em 622, quando os Anais de Tigernach registram a sua presença na batalha de Cend Delgthen (provavelmente no centro-leste da Irlanda) como um aliado de Conall Guthbinn dos Clann Cholmáin. Esta é a única batalha conhecida onde Domnall Brecc lutou do lado vencedor.
Domnall sofreu quatro derrotas depois que ele quebrou a aliança que tinha com Dál Riata, do clã Cenél Conaill dos Uí Néill. Na Irlanda, Domnall e seu aliado Congal Cáech dos Dál nAraidi foram derrotados por Domnall mac Áedo do Cenél Conaill, o Grande Rei da Irlanda, na batalha de Mag Rath (Moira, condado de Down), em 637. Foi também derrotado pelos pictos em 635 e 638 e por último por Eugein I de Alt Clut em Strathcarron em 642, onde foi morto.
A estrofe interpolada do poema galês do início do século IX, Y Gododdin, refere-se a esses eventos:
Eu vi uma força militar que veio de Pentir,
E posicionou-se esplendidamente ao redor da conflagração.
Eu vi uma segunda força, descendo rapidamente de seu povoado,
Que ressuscitou na palavra do neto de Nwython.
Eu vi grandes homens robustos que chegaran ao amanhecer,

E a cabeça de Dyfnwal Frych, os corvos a comeram.
Domangart mac Domnaill, filho de Domnall, viria a ser rei de Dál Riata, e descenderam dele os reis posteriores do Cenél nGabráin. Um segundo filho, Cathasach, morreu c. 650, e um neto de Domnall, também chamado Cathasach, morreu c. 688.